# Симончини, Джакомо
Джакомо Симончини (итал. Giacomo Simoncini, род. 30 ноября 1994, Борго-Маджоре, Сан-Марино) — сан-маринский государственный и политический деятель. Капитан-регент Сан-Марино совместно с Франческо Муссони с 1 октября 2021 года по 1 апреля 2022 года. Спортивный функционер, менеджер сборной Сан-Марино по мини-футболу.
Всё время своего правления он являлся самым молодым действующим руководителем государства в мире.

## Биография
Джакомо Симончини родился в конце 1994 года во втором городе страны, Борго-Маджоре. По окончании школы он поступил в итальянский университет города Болонья на химическое отделение, по окончании которого он получил статус учителя химии.
Летом 2012 года в результате объединений ряда партий в Сан-Марино была образована Социалистическая партия. Штаб-квартира этой партии находилась в родном городе Симончини, Борго-Маджоре. Вскоре Джакомо вступил в эту организацию. В 2014 году он стал входить в исполнительный совет партии. На выборах в 2019 году он был избран в Генеральный совет Сан-Марино. В конце сентября 2021 года Симончини был избран на пост руководителя страны, представляя социалистов и коалицию «Мы за республику». Вступил в должность 1 октября 2021 года и занимал этот пост до 1 апреля следующего года.

## Спортивная деятельность
С 2017 года Джакомо Симончини входит в совет директоров одного из крупнейших футбольных клубов страны Мурата. С 2018 года он менеджер сборной Сан-Марино по мини-футболу.